# Prot Adam Lelewel

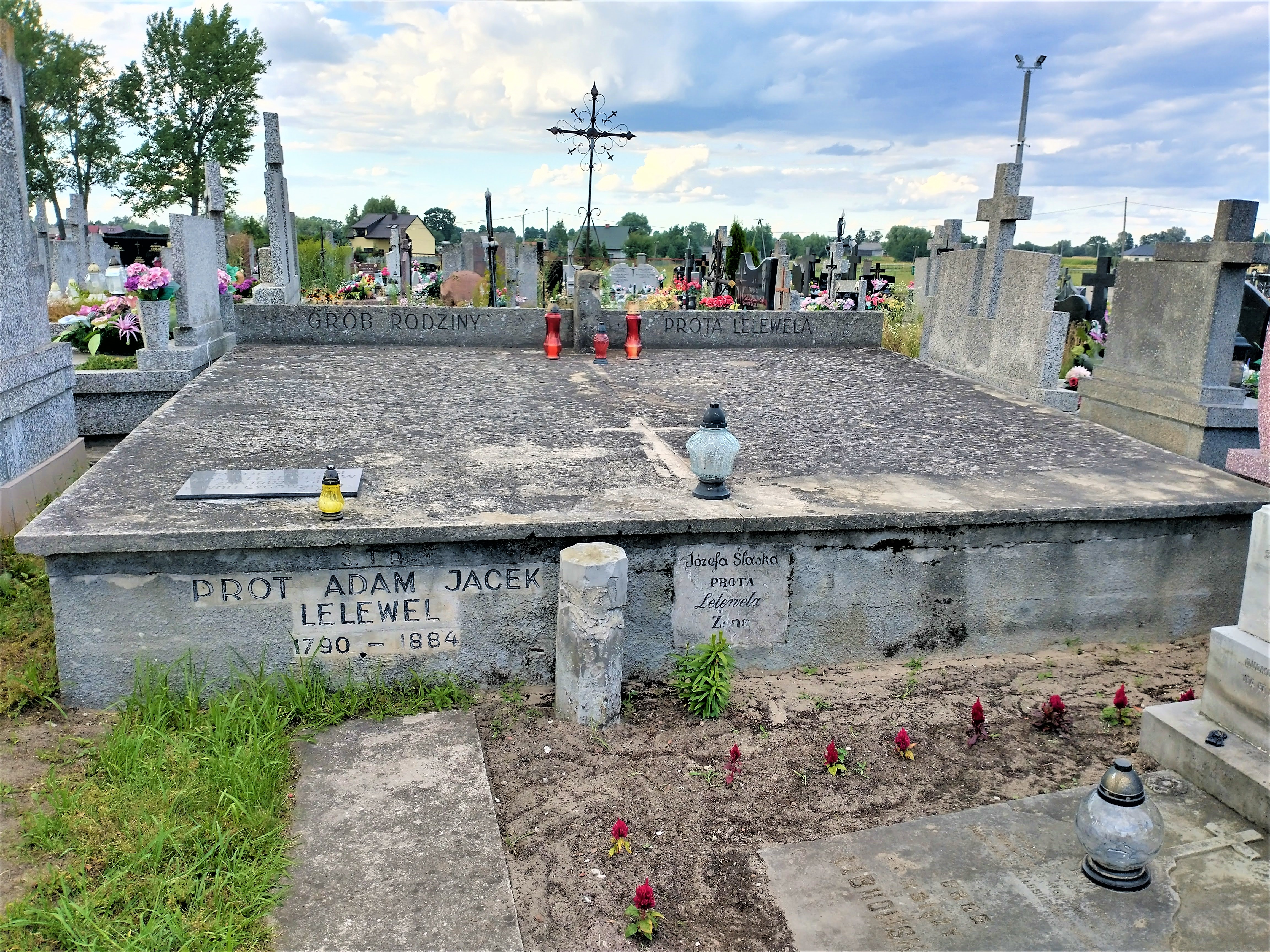
Grób w Poświętnem

Prot Adam Jacek Lelewel (ur. 11 września 1790 w Warszawie, zm. 21 marca 1884) – oficer wojsk Księstwa Warszawskiego, poseł na Sejm Królestwa Polskiego.

## Życiorys
Urodził się w spolonizowanej rodzinie Lelewelów von Löwensprung pochodzenia pruskiego, osiadłej w XVIII wieku w Polsce. Ojciec Karol Maurycy Lelewel był skarbnikiem Komisji Edukacji Narodowej, matka Ewa Szeluta-Małynicka (1763-1837) pochodziła z polskiej rodziny szlacheckiej. Prot był młodszym bratem słynnego historyka Joachima oraz inżyniera i malarza Jana Pawła.
Pobierał nauki wraz z bratem Joachimem w Collegium Nobilium pijarów w Warszawie. Po powstaniu Księstwa Warszawskiego (1807) pracował przy ministrze spraw wewnętrznych Łuszczewskim. W 1809 wszedł do 3 pułku piechoty. Brał udział w kampaniach 1809 (wojna z Austrią), 1812 (wojna z Rosją) i 1813 (kampania niemiecka). Podczas wyprawy na Rosję, będąc w stopniu kapitana, odznaczył się przy przejściu Berezyny. Podczas kampanii 1813 roku w Niemczech został odznaczony Krzyżem Złotym Orderu Virtuti Militari i Orderem Legii Honorowej.
Po odejściu ze służby wojskowej, w latach 1817-1821 pełnił obowiązki sekretarza generalnego Dyrekcji Ogniowej. Od 1825 był posłem z powiatu węgrowskiego na Sejm, gdzie został członkiem jednej z komisji sejmowych.
Po wybuchu powstania listopadowego (1831) był kandydatem na ministra oświaty. Nie przyjął tego stanowiska, zgłosił się do wojska, ostatecznie przyjęty do Wydziału Wojskowego przy Rządzie Narodowym.
Po upadku powstania, odziedziczywszy po ojcu Wolę Cygowską, osiadł w rodzinnym majątku i był wójtem. Działał w Towarzystwie Kredytowym Polskim w województwie mazowieckim . Zebrał obszerną bibliotekę, przechowywał rękopisy brata Joachima wraz z całą korespondencją, którą następnie opublikował. Autor pamiętników i diariusza.
Jego żoną (ślub w 1823) była Józefa ze Slaskich herbu Grzymała (1800-1850). Z małżeństwa pochodziło pięciu synów i dwie córki.

## W kulturze
Wymieniony w scenie VI Nocy Listopadowej Stanisława Wyspiańskiego.